# Roderico
Roderico dei Visigoti, detto anche Rodrico (oppure Rodrigo in spagnolo e in portoghese, Roderic in catalano o Ludharīq, in arabo لذريق‎?; Cordova, 688 circa – Battaglia del Guadalete o Segovia, luglio 711 o 713), fu l'ultimo re della Spagna visigota dal 710 al 711.
Alla sua figura si ispira l'opera lirica di Georg Friedrich Händel Rodrigo ovvero Vincer se stesso è la maggior vittoria.

## Origine
Secondo lo storico Salazar y Castro, nel suo Historia Genealógica de la Casa de Lara, Volume 1 Roderigo era figlio del principe Visigoto, Teodofredo e della moglie (come confermano le Cronache di Alfonso III.) Ricilo.

Ancora secondo lo storico Salazar y Castro Teodofredo era figlio del re dei Visigoti Chindasvindo e della moglie Riciberga, come conferma anche il Diccionario biográfico español, Real Academia de la Historia.

L'Europa nel 651; il regno dei Visigoti, al tempo dell'ascesa al trono di Roderico, occupava la quasi totalità della penisola iberica e la Gotia, nella Gallia sud-occidentale

## Biografia
Roderico era duca della Betica (Hispania Baetica), provincia meridionale del regno visigoto, come riporta lo storico Rafael Altamira y Crevea.
Nel 709 contese il trono al re Witiza, scatenando una guerra civile come riportato nelle Continuationes Isidorianae.

Secondo Roderigo, cronista e arcivescovo del XII secolo, il re Witiza fu detronizzato e accecato; gli storici sostengono che sia una leggenda e sostengono che morì di morte naturale tra il 709 e il 710; le Cronache di Alfonso III riportano che Witiza morì a Toledo di morte naturale, dopo dieci anni di regno.

Il Chronica Regum Visigotthorum cita Witiza, confermando che fu unto re nel mese di dicembre, il Laterculus regum Visigothorum precisa che Witiza e il padre, Egica regnarono 27 anni; mentre il Chronicon Albeldense conferma che Witiza regnò dieci anni e morì a Toledo.
Dopo la morte del re Witiza, nel 710, il figlio Agila gli succedette come Agila II, assieme ai fratelli e allo zio, Oppas, come riporta Ajbar Machmuâ: crónica anónima; ma alcuni funzionari e anche parte dei nobili goti (forse gli stessi che erano stati perseguitati da Égica) non vollero riconoscere il nuovo re, ma non ebbero la forza di detronizzarlo. Allora elessero al trono il duca di Betica Roderico (conosciuto anche come Rodrigo), il quale però dovette affrontare l'opposizione di parte della nobiltà e di buona parte del clero, che invece appoggiava Agila II.

Secondo la Histoire de la conquête de l'Espagne par les Musulmans, alla morte di Witiza, la moglie assunse il potere a Toledo in nome dei figli minorenni, mentre Roderico, generale dei Visigoti, non riconobbe la successione e pose la sua residenza a Cordova.
Dato che Agila II non voleva rinunciare al trono si venne allo scontro; Henri Leclercq, nel suo L'Espagne chrétienne, sostiene che Roderigo avesse cercato una pacificazione. Dopo di che, l'esercito di Roderico sconfisse Agila, che, con i fratelli Omundo e Artavasde e lo zio, il vescovo Oppas, abbandonò Toledo e il trono al duca di Betica e, seguendo il suggerimento di Oppas, si rifugiò in Maghreb.

Questa regione, da poco occupata e convertita all'Islam era governata dal wali Musa ibn Nusayr.

Il tradimento di Agila e dei suoi familiari viene descritto dalla Ajbar Machmuâ: crónica anónima.

Agila II si recò dapprima dal governatore cristiano di Ceuta, il conte Giuliano, che nelle cronache arabe viene indicato con il nome di Ilyan o Youlyân, il quale nutriva sentimenti di vendetta nei confronti dell'usurpatore, Roderico, in quanto accusato di aver violentato la sua bellissima figlia Florinda; questo avvenimento è descritto nel Ibn Abd-el-Hakem's History of the Conquest of Spain, mentre riportano che Roderigo divenuto re, approfittò della figlia di Giuliano che si trvava a Toledo per essere educata sia la Ajbar Machmuâ: crónica anónima, che la Histoire de la conquête de l'Espagne par les Musulmans.

Agila, attraverso Giuliano, ottenne l'appoggio dei musulmani del Marocco contro Roderico e il wali di Ifriqiya, Musa, delegò un suo mawlā (liberto), il wali berbero di Tangeri, Tariq ibn Ziyad, di organizzare un piccolo esercito al suo comando e preparare l'invasione del regno visigoto (il contatto tra i figli di Witiza e Tarik e Mousa è descritto nella Histoire de la conquête de l'Espagne par les Musulmans.
L'esercito arabo-berbero attraversò lo stretto nella primavera del 711 e il 30 aprile, mentre Rodrigo si trovava impegnato a domare una rivolta dei Baschi, sobillati da Agila II, a Pamplona, nel nord della Spagna, le forze di Tāriq (circa 12000 uomini, di cui 7000 berberi) sbarcarono e occuparono la rocca di Gibilterra (il nome Gibilterra deriva dall'espressione araba Jabal al-Ṭāriq, che significa montagna di Ṭāriq) e la città di Algeciras.
Tariq si diresse verso Cordova, ma fu bloccato dalle truppe visigote comandate da Bencio, cugino del re, che pur sconfitto, continuò la resistenza, permettendo a Roderigo, informato dello sbarco con ben 10 giorni di ritardo, che, con un mese di marcia forzata riuscì a portare le sue truppe a sud, nella valle del rio Salado, dove sulle rive del lago Janda, vicino alla città di Medina-Sidonia, avvenne la battaglia decisiva.
I due eserciti si scontrarono il 19 luglio 711 nella valle del Rio Salado, presso Cadice, nella battaglia del Guadalete che si protrasse per ben otto giorni, dal 19 al 26 dello stesso mese: alla fine, l'esercito di Rodrigo fu sconfitto. L'esito della battaglia fu fatale al re e al regno dei Visigoti: secondo le cronache arabe vennero passati tutti a fil di spada e gettati nel fiume. La vittoria musulmana fu favorita anche dal supporto di molti degli avversari di Rodrigo, come il già citato Agila, e il vescovo Oppas, fratello del defunto Witiza. Questa battaglia mise fine al regno dei Visigoti e aprì, in modo incredibilmente facile e inatteso, le porte all'occupazione islamica della Penisola iberica.
Secondo qualche fonte Rodrigo sarebbe morto nel corso della battaglia, presso Jerez de la Frontera, tuttavia altre fonti sostengono che sia sopravvissuto fino al 713, per poi morire nel corso di un altro scontro armato nella regione di Mérida.

Secondo gli storici arabi, tra cui Saavedra, Roderigo raccolse i resti del suo esercito nei pressi di Medina-Sidonia e tentò di marciare su Toledo, il tentativo fu sventato dall'arrivo dall'Africa di Musa (712).

Forse anziché alla Battaglia del Guadalete, vicino a Medina-Sidonia (Cadice) nel luglio 711, come creduto, morì a Segovia, nel 713.

Il Chronica Regum Visigotthorum infatti cita Roderico, confermando che fu re per tre anni, mentre il Laterculus regum Visigothorum precisa che Roderico regnò sette anni e sei mesi; infine il Chronicon Albeldense conferma che Roderico regnò tre anni e che i Saraceni misero fine al regno dei Visigoti.

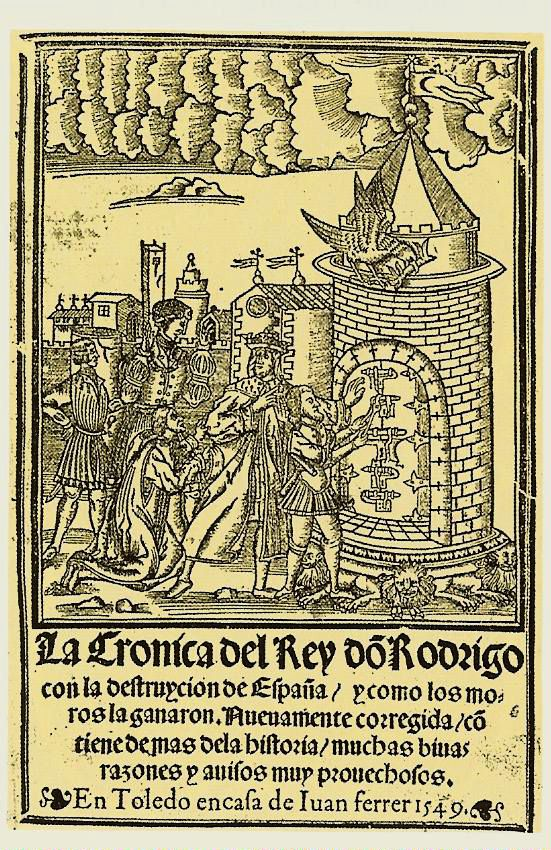
Copertina de La crónica del rey Rodrigo, che riporta le cronache dell'ultimo re goto prima dell'invasione dei mori e la conseguente caduta della penisola iberica

Allora Roderigo si ritirò nella zona di Merida, dove a Egitania (o Idanha-a-Velha) in Portogallo fu trovata una moneta coniata da Roderigo, probabilmente nel 712. Le forze musulmane congiunte di Musa e Tariq lo attaccarono costringendolo alla battaglia nei pressi di Segovia, nella provincia di Salamanca, dove Rodrigo fu sconfitto e ucciso; secondo gli annuari di Alfonso III il Grande, re delle Asturie, scritti nel IX secolo da Sebastiano di Salamanca in quel luogo fu scoperta una tomba con questa iscrizione:

## I Mori nella penisola iberica
Sull'intervento dei Mori nella penisola iberica, la tradizione narra che un certo conte Giuliano, governatore cristiano di Ceuta, avrebbe condotto i musulmani nel regno visigoto, per vendicarsi di un torto subito da Roderigo (la figlia, Florinda, detta La Cava, era stata violentata dal re dei Goti).
Alcuni storici affermano che Giuliano fosse visigoto o bizantino. Altri storici sostengono che il suo nome fosse Urbano, probabilmente di origine Mora, ma vassallo del re dei visigoti. Indipendentemente dal torto subito lo storico arabo Saavedra ritiene che Giuliano, governatore bizantino di Ceuta, nel 708, attaccato da Musa ibn Nusayr, fosse stato aiutato dal re dei Goti Witiza; dopo la morte di quest'ultimo Giuliano, sotto una nuova offensiva araba, accettò di divenire vassallo del califfo omayyade di Damasco, mantenendo il governo di Ceuta.
Quando i figli di Witiza vennero usurpati chiesero aiuto a Giuliano, che tentò una spedizione nella penisola iberica senza esito. Ne fu tentata una seconda con l'appoggio di truppe More, guidate da Tariq, che non portò alcuna conquista, ma solo un saccheggio della zona tra Tarifa e Algeciras.
Solo l'anno dopo (711) fu approntato un grosso esercito che, sotto il comando di Tariq, accompagnato da Giuliano, diede inizio alla conquista. Giuliano seguì Musa nel suo viaggio verso la capitale del califfato, Damasco, e poi (probabilmente dopo l'assassinio di Musa) tornò nella penisola iberica dove, secondo lo storico arabo Ibn Iyad, si stabilì a Cordova e suo figlio, Balacayas, diventò apostata e dove continuarono a vivere i suoi discendenti.

## Matrimonio
Roderico aveva sposato Egilona, che, dopo la morte di Roderico, in seconde nozze, sposò ʿAbd al-ʿAzīz ibn Mūsā il terzo wālī di al-Andalus, figlio di Mūsā ibn Nuṣayr, secondo wālī di al-Andalus, come conferma la Ajbar Machmuâ: crónica anónima.

Roderico da Egilona non ebbe figli.

### Fonti primarie
- (LA)  Chronica Regum Visigotthorum, España Sagrada Tomo II.
- (LA)  Anastasii abbatis opera omnia.
- (LA)  Monumenta Germaniae Historica, Auctorum antiquissimorum, tomus XI, Continuationes Isidorianae.
- (LA)  Monumenta Germaniae Historica, Auctorum antiquissimorum, tomus XIII, Laterculus regum Visigothorum.
- (LA)  #ES Cronica Alfonso III.

### Letteratura storiografica
- Rafael Altamira, La Spagna sotto i Visigoti, in Storia del mondo medievale, vol. I, Garzanti, 1999,  pp. 743-779.
- C.H. Becker, L'espansione dei saraceni in Africa e in Europa, in Storia del mondo medievale, vol. II, Garzanti, 1999,  pp. 70-96.
- (FR)  #ES L'Espagne chrétienne
- (FR)  Histoire de la conquête de l'Espagne par les Musulmans
- (ES)  #ES Historia Genealógica de la Casa de Lara
- (ES)  Ajbar Machmuâ: crónica anónima
- (EN)  #ES Ibn Abd-el-Hakem's History of the Conquest of Spain